# Tang Xingqiang
Tang Xingqiang (chinesisch 汤星强, Pinyin Tāng Xīngqiáng; * 11. August 1995 in Ningde) ist ein chinesischer Leichtathlet, der sich auf den Sprint spezialisiert hat. 2021 gewann er bei den Olympischen Sommerspielen in Tokio die Bronzemedaille in der 4-mal-100-Meter-Staffel.

## Sportliche Laufbahn
Erste internationale Erfahrungen sammelte Tang Xingqiang im Jahr 2015, als er bei den Asienmeisterschaften in Wuhan im 200-Meter-Lauf bis in das Halbfinale gelangte und dort mit 21,06 s ausschied. Im Jahr darauf nahm er mit der chinesischen 4-mal-100-Meter-Staffel an den Olympischen Spielen in Rio de Janeiro teil und erreichte dort das Finale, in dem er mit 37,90 s auf den vierten Platz gelangte. Bei den IAAF World Relays 2017 auf den Bahamas wurde er mit der 4-mal-100-Meter-Staffel in 39,22 s Dritter und mit der 4-mal-200-Meter-Staffel belegte er in 1:22,91 min den fünften Platz. Anschließend erreichte er bei den Asienmeisterschaften in Bhubaneswar im 100-Meter-Lauf das Finale, wurde dort aber disqualifiziert. Mit der Staffel konnte er aber in 39,06 s die Goldmedaille gewinnen. 2021 nahm er mit der Staffel an den Olympischen Sommerspielen in Tokio teil und gewann dort mit 37,79 s im Finale gemeinsam mit Xie Zhenye, Su Bingtian und Wu Zhiqiang die Bronzemedaille hinter den Teams aus den Italien und Kanada, nachdem der britischen Stafette die Bronzemedaille 2022 wegen eines Dopingverstoßes aberkannt worden war.
2022 verpasste er bei den Weltmeisterschaften in Eugene mit 38,83 s den Finaleinzug mit der Staffel.
2021 wurde Tang chinesischer Meister in der 4-mal-100- und 4-mal-200-Meter-Staffel.

## Persönliche Bestzeiten
- 100 Meter: 10,22 s (−0,5 m/s), 11. Juni 2021 in Shaoxing
  - 60 Meter (Halle): 6,56 s, 3. März 2016 in Nanjing
- 200 Meter: 20,39 s (−0,1 m/s), 22. September 2021 in Xi’an
  - 200 Meter (Halle): 22,00 s, 4. März 2016 in Nanjing